# Siren (serie de televisión)
Siren (Sirena en Hispanoamérica) es una serie de televisión estadounidense de fantasía y suspenso que se estrenó el 29 de marzo de 2018 en Freeform y su primera temporada consiste de 10 episodios. El 15 de mayo de 2018, se anunció la renovación de la serie para una segunda temporada de 16 episodios, que fue estrenada el 24 de enero de 2019.
La serie fue cancelada tras su tercera temporada y emitió su último episodio el 28 de mayo de 2020.

## Trama

### Primera temporada
La ciudad costera Bristol Cove, conocida por su leyenda de haber sido el hogar de sirenas, se invierte cuando una misteriosa joven Ryn (Eline Powell) aparece y comienza a causar estragos en el pequeño pueblo de pescadores para buscar a su hermana Donna (Sibongile Mlambo) que fue capturada y secuestrada a manos de los militares locales. Los biólogos marinos Ben Pownall (Alex Roe) y Maddie Bishop (Fola Evans-Akingbola) trabajan juntos para descubrir quién y qué llevó a este cazador primordial de las profundidades marinas a la tierra. También nos enteramos que Helen Hawkins (Rena Owen), la dueña de la tienda de antigüedades, es Híbrida: Parte Humana- Parte Sirena. Esta  nueva raza nace, cuando un humano tiene relaciones sexuales con una sirena, sin embargo en el caso de Helen, su madre era híbrida y tuvo sexo con un humano, dando por resultado a su hija Helen como híbrida.

### Segunda temporada
Centrándose más en el mágico e irresistible canto de sirena y en cómo afecta de manera diferente a los humanos masculinos, esta temporada presenta mucho más a sirenas y tritones, los cuales la gente de Bristol Cove descubre que tales criaturas han existido todo el tiempo. La temporada también mostrará la llegada de Susan Bishop, mientras trata de hacer las paces con su familia separadas. Mientras todo esto ocurre, Helen se entera de que ella no es la última descendiente de su familia, y que no es la última de su especie. Toda la familia lejana de Helen que aparece en esta temporada, son una comunidad de humanos híbridos: parte humano-parte sirena/tritón, sin embargo no son tan agradables como aparentan. En esta temporada continuaremos aprendiendo sobre las características de las sirenas y tritones, como por ejemplo su manera de aparearse y de reproducirse.

### Tercera temporada
Ryn, sus amigos y su hija se enfrentan a una nueva amenaza, Tia, una sirena peligrosa recluida por los rusos, quien ahora quiere venganza contra los humanos, y se mantiene decidida a enfrentarse con cualquiera que no este de su lado. Bristol Cove será una vez más el destino de sucesos misteriosos y de daños colaterales.

## Elenco

### Principal
- Alex Roe como Ben Pownall, un biólogo marino que se siente atraído por Ryn y la ayuda en todo lo que puede.
- Eline Powell como Ryn, sirena Alpha de su manada.
- Fola Evans-Akingbola como Maddie Bishop, una bióloga marina novia de Ben, y también ayuda a Ryn.
- Ian Verdun como Xander McClure, un pescador de aguas profundas que busca descubrir la verdad.
- Rena Owen como Helen Hawkins, una mujer excéntrica que parece saber más sobre las sirenas de lo que ella pretende.
- Sibongile Mlambo como Donna (temporada 1), una mistifica y engañosamente poderosa sirena, hermana de Ryn.

### Recurrente
- Chad Rook como Chris Mueller, amigo de Xander, Ben y Calvin, secuestrado por los militares.
- Curtis Lum como Calvin
- Ron Yuan como Aldon Decker,
- Gil Birmingham como Dale Bishop, padre de Maddie y Jefe de la policía de Bristol Cove.
- Garcelle Beauvais como Susan Bishop (voz en temporada 1, temporada 2), madre de Maddie que desapareció por 10 meses por sus problemas de adicción a las drogas.
- (David Cubitt) como Ted Pownall, padre de Ben y dueño de la empresa de "Pownall Seafood" (Mariscos Pownall)
- Sarah-Jane Redmond como Elaine Pownall, Madre de Ben. Tuvo un accidente automovilístico y quedó paralítica.
- Tammy Giles como Marissa Staub
- Hannah Levien como Janine, novia de Calvin.
- Natalee Linez como Nicole Martínez.
- Andrew Jenkins como Doug Pownall
- Anthony Harrison como Admiral Harrison
- Aylya Marzolf como Katrina, sirena rebelde y exlíder de la manada de sirenas. Luchó contra Ryn dos veces y perdió, dándole de esa manera el liderazgo a Ryn.
- Sedale Threatt Jr. como Levi, tritón que mató Sean McClure, padre de Xander.

### Invitado
- Brian Anthony Wilson como Sean McClure, padre de Xander, asesinado por el tritón Levi.

## Episodios
| Temporada | Temporada | Episodios | Episodios | Emisión original    | Emisión original    |
| Temporada | Temporada | Episodios | Episodios | Primera emisión     | Última emisión      |
| --------- | --------- | --------- | --------- | ------------------- | ------------------- |
|           | 1         | 10        | 10        | 29 de marzo de 2018 | 24 de mayo de 2018  |
|           | 2         | 16        | 16        | 24 de enero de 2019 | 1 de agosto de 2019 |
|           | 3         | 10        | 10        | 2 de abril de 2020  | 28 de mayo de 2020  |

### Temporada 1 (2018)
| N.º en serie | N.º en temp. | Título                        | Dirigido por      | Escrito por                                       | Fecha de emisión original | Audiencia (millones) |
| ------------ | ------------ | ----------------------------- | ----------------- | ------------------------------------------------- | ------------------------- | -------------------- |
| 1            | 1            | «Pilot»                       | Scott Stewart     | Historia: Eric Wald & Dean White Guion: Eric Wald | 29 de marzo de 2018       | 0.87                 |
| 2            | 2            | «The Lure»                    | Nick Copus        | Eric Wald                                         | 29 de marzo de 2018       | 0.87                 |
| 3            | 3            | «Interview With a Mermaid»    | Jay Karas         | Emily Whitesell                                   | 5 de abril de 2018        | 0.62                 |
| 4            | 4            | «On The Road»                 | Steven A. Adelson | Elle Triedman                                     | 12 de abril de 2018       | 0.68                 |
| 5            | 5            | «Curse of the Starving Class» | John Badham       | Michael Gans & Richard Register                   | 19 de abril de 2018       | 0.69                 |
| 6            | 6            | «Showdown»                    | Martha Coolidge   | Holly Brix                                        | 26 de abril de 2018       | 0.59                 |
| 7            | 7            | «Dead in the Water»           | Nick Copus        | Ian Sobel & Matt Morgan                           | 3 de mayo de 2018         | 0.51                 |
| 8            | 8            | «Being Human»                 | Amanda Tapping    | Liz Maccie                                        | 10 de mayo de 2018        | 0.50                 |
| 9            | 9            | «Street Fight»                | Joe Menendez      | Zach Ayers                                        | 17 de mayo de 2018        | 0.61                 |
| 10           | 10           | «Aftermath»                   | Nick Copus        | Eric Wald & Emily Whitesell                       | 24 de mayo de 2018        | 0.66                 |

### Temporada 2 (2019)
| N.º en serie | N.º en temp. | Título                 | Dirigido por      | Escrito por                                | Fecha de emisión original | Audiencia (millones) |
| ------------ | ------------ | ---------------------- | ----------------- | ------------------------------------------ | ------------------------- | -------------------- |
| 11           | 1            | «The Arrival»          | Matt Hastings     | Emily Whitesell                            | 24 de enero de 2019       | 0.71                 |
| 12           | 2            | «The Wolf at the Door» | Amanda Row        | Eric Wald                                  | 31 de enero de 2019       | 0.53                 |
| 13           | 3            | «Natural Order»        | Joe Menendez      | Heather Thomason                           | 7 de febrero de 2019      | 0.42                 |
| 14           | 4            | «Oil & Water»          | John Badham       | Ian Sobel & Matt Morgan                    | 14 de febrero de 2019     | 0.52                 |
| 15           | 5            | «Primal Instincts»     | Ellen S. Pressman | Liz Maccie                                 | 21 de febrero de 2019     | 0.50                 |
| 16           | 6            | «Distress Call»        | David Grossman    | Michael Gans & Richard Register            | 28 de febrero de 2019     | 0.41                 |
| 17           | 7            | «Entrapment»           | Amanda Row        | Zoë Green                                  | 7 de marzo de 2019        | 0.44                 |
| 18           | 8            | «Leverage»             | Joe Menendez      | Eric Wald                                  | 14 de marzo de 2019       | 0.51                 |
| 19           | 9            | «No North Star»        | Geoff Shotz       | Sarah Wise                                 | 13 de junio de 2019       | 0.56                 |
| 20           | 10           | «All In»               | David Solomon     | Heather Thomason                           | 20 de junio de 2019       | 0.43                 |
| 21           | 11           | «Mixed Signals»        | Ben Bray          | Ian Sobel & Matt Morgan                    | 27 de junio de 2019       | 0.39                 |
| 22           | 12           | «Serenity»             | Steven A. Adelson | Elias Benavidez                            | 27 de junio de 2019       | 0.37                 |
| 23           | 13           | «The Outpost»          | Amanda Tapping    | Cole Fowler                                | 11 de julio de 2019       | 0.42                 |
| 24           | 14           | «The Last Mermaid»     | Barbara Brown     | Michael Gans & Richard Register            | 18 de julio de 2019       | 0.41                 |
| 25           | 15           | «Sacrifice»            | Rachel Leiterman  | Liz Maccie                                 | 25 de julio de 2019       | 0.53                 |
| 26           | 16           | «New World Order»      | Nick Copus        | Historia: Eric Wald Guion: Emily Whitesell | 1 de agosto de 2019       | 0.44                 |

### Temporada 3 (2020)
| N.º en serie | N.º en temp. | Título                 | Dirigido por      | Escrito por                     | Fecha de emisión original | Audiencia (millones) |
| ------------ | ------------ | ---------------------- | ----------------- | ------------------------------- | ------------------------- | -------------------- |
| 27           | 1            | «Borders»              | Joe Menendez      | Eric Wald                       | 2 de abril de 2020        | 0.51                 |
| 28           | 2            | «Revelations»          | Nick Copus        | Emily Whitesell                 | 2 de abril de 2020        | 0.40                 |
| 29           | 3            | «Survivor»             | Aprill Winney     | Sarah Wise                      | 9 de abril de 2020        | 0.42                 |
| 30           | 4            | «Life and Death»       | Joe Menendez      | Michael Gans & Richard Register | 16 de abril de 2020       | 0.37                 |
| 31           | 5            | «Mommy and Me»         | John Badham       | Liz Maccie                      | 23 de abril de 2020       | 0.42                 |
| 32           | 6            | «The Island»           | Amanda Row        | Cole Fowler                     | 30 de abril de 2020       | 0.34                 |
| 33           | 7            | «Northern Exposure»    | Marita Grabiak    | Gavin Johannsen                 | 7 de mayo de 2020         | 0.41                 |
| 34           | 8            | «Til Death Do Us Part» | Bola Ogun         | Heather Thomason                | 14 de mayo de 2020        | 0.42                 |
| 35           | 9            | «A Voice in the Dark»  | Steven A. Adelson | Zoë Green                       | 21 de mayo de 2020        | 0.43                 |
| 36           | 10           | «The Toll of the Sea»  | Joe Menendez      | Eric Wald & Emily Whitesell     | 28 de mayo de 2020        | 0.37                 |

## Producción

### Desarrollo
El 25 de julio de 2016, Freeform ordena un piloto titulado The Deep, basado en una historia de Eric Wald y Dean White, que servirán como productores ejecutivos en el piloto, Wald escribió el guion. Scott Stewart dirigirá al piloto, y Emily Whitesell servirá como la showrunner. El 19 de abril de 2017, la serie fue ordenado oficialmente con el título actual para su emisión en el verano de 2018. El 7 de octubre, se anunció que la serie sería estrenada el 29 de marzo de 2018 en un evento de dos horas.

### Casting
El 24 de agosto de 2016, Eline Powell se unió al reparto en el papel de Po (ahora Ryn) y Rena Owen como Helen. El 26 de septiembre de 2016, Ian Verdun se unió al reparto en el papel de Xander, seguido a los pocos días de Alex Roe y Fola Evans-Akingbola en los papeles de Ben y Maddie, respectivamente. Chad Rook anunció el 16 de mayo de 2017 mediante Twitter que estará en la serie interpretando a Chris Mueller. El 26 de julio de 2017, se anunció que Sibongile Mlambo se unió al reparto como regular dando vida a Donna.

### Rodaje
El piloto fue filmado en octubre de 2016, en Columbia Británica, Canadá. La producción inició el 26 de julio de 2017. El rodaje oficial de los episodios restantes inició el 4 de agosto de 2017, y continuaron rodando hasta el 22 de noviembre de 2017.

### Marketing
El tráiler fue lanzado el 19 de abril de 2017.

## Recepción
En Rotten Tomatoes, la serie tiene una calificación de aprobación del 90% en base a 11 reseñas, con una calificación promedio de 7.67/10.

### Nominaciones
| Año  | Premiación          | Categoría                         | Nominado(s) | Resultado | Ref.   |
| ---- | ------------------- | --------------------------------- | ----------- | --------- | ------ |
| 2018 | Premios Teen Choice | Programa de televisión revelación | Siren       | Nominado  | [ 89 ] |